# نیل المرام
نیل المرام فی مذهب الائمة علیهم السلام یا به اختصار نیل المرام اثر فقهی به فارسی است که پیش از سال ۸۵۷ هجری در روزگار ملک کیومرث یکم (حاکم بادوسپانیان)، توسط عبدالرحیم بن معروف به رشتهٔ تحریر درآمده‌است. به گفته رسول جعفریان، این کتاب متنی فقهی از شیعه دوازده امامی است که علاوه بر ارزش مذهبی و حقوقی، ارزش تاریخی هم داراست. عبدالرحیم معروف کتاب نیل المرام را پس از آن نوشت که ناحیه رستمدار به دستور ملک کیومرث شیعه مذهب شده‌بودند و ملک او را برای تحصیل فقه به عراق فرستاد؛ عبدالرحیم بازگشت و به حمایت ولیعهد کیومرث، ملک کاووس، کتاب خود را نوشت.

## شرح
مقدمه حاوی اطلاعات است که تکلیف مضامین کتاب را روشن می‌کند. نام نویسنده، دیدگاه‌های او نسبت به ملک کیومرث و کاووس، چگونگی وارد شدنش در دستگاه حکومتی، اعزامش برای تحصیل و ده سال طی کردن مراتب تحصیل، آنگاه بازگشت و باز وارد دربار شدن، و در این وقت نیازی که به نگارش اثر فقهی برای استفاده قضات و مفتیان وجود داشته سبب نگارش این کتاب شده‌است. وی قدرت ادبی و شاعری خود را به رخ کشیده و تسلطش به زبان عربی را با نثری هنرمندانه نشان می‌دهد. در این مقدمه، آغاز سخن با تحمیدیه خداوند شروع می‌شود که با ترکیبی از آیات قرآنی و نثری پخته آغاز شده و ادامه می‌یابد. پس از آن صلوات بر رسول که در قالب نثر و نظم درهم‌آمیخته‌است، و چنان‌که از تعبیر «لمصنفه» روشن می‌شود، اشعاری از خود نویسنده در آن آمده‌است. تعبیر صلواتیه او چنین است: «صلوات بر محمد و بر ارواح اولاد و تبارش، بویژه وصیّ او.»
عبدالرحیم به خاطر شرف علم، و تکلیفی که در حدیث طلب العلم فریضه، بر عده گذاشته شده، روی کار «تعریف احکام دین و ضبط قواعد شرع متین» تأکید دارد، و این که خداوند متعال، به خاطر «ابقای شریعت و احیای قوانین سنت»، و بر اساس این اصل که همیشه در میان مردمان، گروهی بر حق خواهند بود، زمام اختیار جهانداری و شهریاری را در اختیار کسی می‌نهد که به این مهم اقدام کند. از نظر نویسنده، این زمان «کلاه هدایت و قبای کرامت» برای پادشاهی است که «آفتاب معتدلش بر هر ذرّه ای از مکوّنات تافته» است و ملک کیومرث را دارای چنین ویژگی‌هایی می‌داند. عبدالرحیم ستایش‌نامه‌ای برای کیومرث نگاشت که قصیده‌ای شامل ۲۳ بیت است و چنان‌که از ظاهرش بر می‌آید، دست کمی از آنچه شاعران بزرگ پیش از وی برای پادشاهان می‌سروده‌اند، ندارد. تأکید روی عدالت، قدرت و شجاعت وی، عظمت او برابر دشمنانش و صفاتی از این قبیل در این اشعار آمده، اما اطلاعات تاریخی خاصی در این اشعار ارائه نشده. نام کیومرث را در بیتی چنین آورده‌است:
| سپهر فضل داد و دین کیومرث سکندر فر |  | مظفر فرّ و فرّخ رخ، جلال الدین و الدینا |

نویسنده ادعا می‌کند که قصدش نوشتن یک اثر فقهی و جامع بوده، که بتواند اغلب مسائل دینی مورد نیاز مخاطبانش را بیان کند. کتابی که «اکثر مسائل دین و اوفر احکام شرع متین از صرایح و اشارات آن مستبین گردد تا اگر قضّات زمان و فقهای اوان و متصدّیان فتاوی آن مکان را بعد از آن خطایی یا میلی و جفایی به سبب نادانی یا به واسطه رشوه ستانی واقع شود، شاهزاده عالمیان از مطالعه این کتاب بر جمله ناصواب مطلع گردد.» حاصل این کار، نیل المرام شده‌است، اثری با ۵۵ کتاب فقهی و ۲۶۰ باب که یک دوره کامل فقه فارسی است. عبدالرحیم بن معروف می‌گوید که آن را بر پایه سه کتاب نوشته‌است: شرایع الاسلام اثر محقق حلی، تبصرة المتعلمین فی احکام الدین و ارشاد الاذهان الی أحکام الایمان از علامه حلی. در این میان، کتاب شرایع اصلی‌ترین مرجع کتاب نیل المرام است و در متن کتاب بسیار به آن ارجاع می‌شود.
گرچه نویسنده نمی‌توانسته در یک اثر فقهی توانایی‌های ادبی خود را به خوبی نشان دهد، ولی با توجه به مقدمه فاخر کتاب و شعرهایی که در جای‌جای اثرش آفریده، می‌توان به قدرت ادبی او نیز واقف شد.